# Sunge Pining
Sunge Pining is een bestuurslaag in het regentschap Padang Lawas Utara van de provincie Noord-Sumatra, Indonesië. Sunge Pining telt 98 inwoners (volkstelling 2010).